# Alchemilla argentea
Alchemilla argentea é uma espécie de rosácea do gênero Alchemilla, pertencente à família Rosaceae.